# Paul Maes
Paul Maes (Bruselas, 9 de agosto de 1943) es un deportista belga que compitió en vela en las clases Europe y 470.
Ganó cuatro medallas en el Campeonato Mundial de Europe entre los años 1966 y 1970 y dos medallas en el Campeonato Europeo de 470, en los años 1967 y 1971.
Posteriormente fue el primer entrenador que tuvo la Federación Española de Vela y fue, junto a José María Benavides, uno de los fundadores de la Christmas Race en 1976. Fue director de la Escuela Nacional de Vela de Palamós.

## Palmarés internacional
| Campeonato Mundial | Campeonato Mundial     | Campeonato Mundial | Campeonato Mundial |
| Año                | Lugar                  | Medalla            | Clase              |
| ------------------ | ---------------------- | ------------------ | ------------------ |
| 1966               | Antibes (Francia)      | Medalla de oro     | Europe             |
| 1967               | Ostende (Bélgica)      | Medalla de plata   | Europe             |
| 1968               | Madeira (Portugal)     | Medalla de oro     | Europe             |
| 1970               | Flussen (Países Bajos) | Medalla de oro     | Europe             |

| Campeonato Europeo | Campeonato Europeo     | Campeonato Europeo | Campeonato Europeo |
| Año                | Lugar                  | Medalla            | Clase              |
| ------------------ | ---------------------- | ------------------ | ------------------ |
| 1967               | Lacanau (Francia)      | Medalla de oro     | 470                |
| 1971               | Southend (Reino Unido) | Medalla de bronce  | 470                |